# Alcova (filme)
Alcova é um filme pornô-erótico italiano de 1985 dirigido por Joe D'Amato. Também é chamado de L'Alcova, Lust, The Alcove, Il Alcova. É considerado por muitos o mais erótico e perturbador dos filmes softs de todos os tempos.

## Sinopse
A história do filme é sobre um militar fascista que volta da África trazendo uma princesa local como escrava e concubina. A negra, que é interpretada pela deslumbrante Javanesa Laura Gemser, conhecida como a Emanuelle Negra, seduz a família inteira do fascista e vinga-se dele de maneira implacável.

## Elenco
- Lilli Carati - Alessandra De Silvestris
- Laura Gemser - Zerbal
- Annie Belle - Wilma
- Al Cliver - Elio De Silvestris
- Roberto Caruso - Furio De Silvestris
- Nello Pazzafini

## Ficha técnica
- Direção: Joe D'Amato
- Gênero: Drama, Pornô-Erótico
- Duração - Portugal: 95 minutos
- País: Itália
- Linguagem: Italiana
- Cor

## Versões em vídeo, DVD e Blu-ray
O filme foi lançado em Portugal, no mercado de vídeo, pela Filmitalus Video, no formato VHS PAL, em 1992 com o título A Alcova.